# 85-мм танковая пушка образца 1944 года
Пушка ЗИС-С-53, явилась усовершенствованным вариантом пушки С-53, которая, в свою очередь, стала развитием зенитной пушки 52-К 1939 года. Согласно советским наставлениям пушка ЗИС-С53 имеет тот же ствол, что и 85-мм зенитная пушка обр. 1939 г., но без дульного тормоза. Баллистика этих пушек одинакова.
Танк Т-34-85, с пушкой С-53, был принят на вооружение Красной Армии постановлением ГКО № 5020сс от 23 января 1944 года. Однако продолжавшиеся параллельно с производством полигонные испытания пушки С-53 выявили существенные дефекты её противооткатных устройств. Заводу № 92 в Горьком было поручено своими силами провести её доработку.
В ноябре—декабре 1944 года началось производство этого орудия под индексом ЗИС-С-53 («ЗИС» — аббревиатура от названия артиллерийского завода № 92 имени Сталина, «С» — индекс ЦАКБ). Всего в 1944—1945 годах было изготовлено 11 518 пушек С-53 и 14 265 пушек ЗИС-С-53. Последние устанавливались как на танки Т-34-85, так и в последующем на танки Т-44.
Ствол — моноблок, общей длиной 4645 мм, нарезная часть — 3496 мм, нарезов 24. Заряжение унитарное. Затвор клиновой, вертикальный, полуавтоматический, автоматика копирного типа. Масса качающейся части пушки — 1150 кг, масса откатных частей — 905 кг.
85-мм танковая пушка обр. 1944 г. ЗИС-С53 устанавливается в танке Т-34-85 со штатным погоном и в танке с погоном, расширенным до 1600 мм.
Углы вылета этих пушек различны: у 85-мм танковой пушки обр. 1944 г. ЗИС-С53 в танке со штатным погоном - минус 4 минуты, в танке с расширенным погоном - минус 9 минут.
Противооткатные устройства расположены под казёнником и затвором. Тормоз отката гидравлический, веретённого типа, накатник гидропневматический. Длина отката — 280—330 мм. В 1945 году на основе ЗИС-С-53 была разработана модификация с одноплоскостным гиростабилизатором ствола, названная ЗИС-С-54, но в серию она не запускалась.

## Боеприпасы

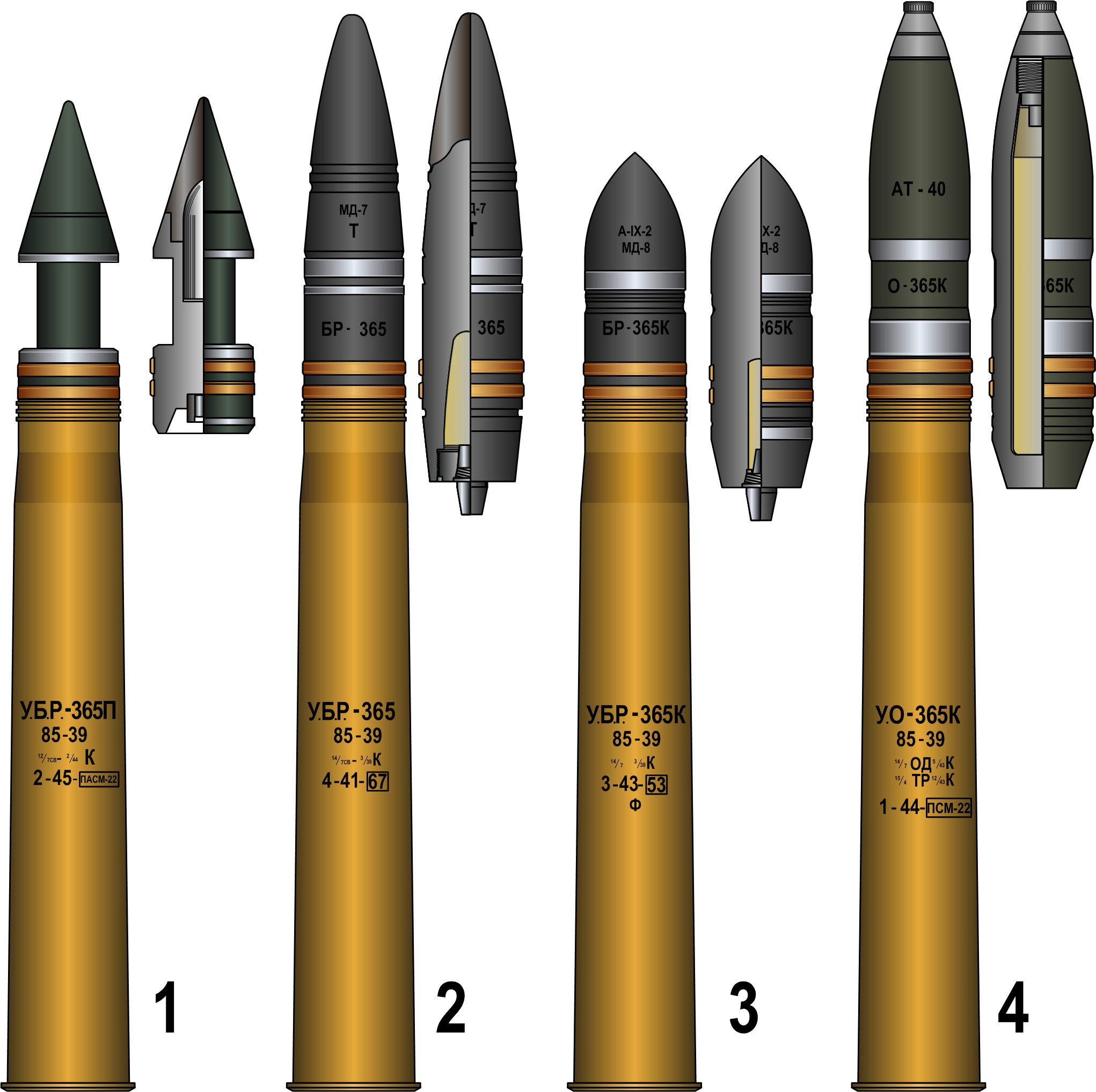
Выстрелы и снаряды к 85-мм пушке ЗИС-С-53.
1. Выстрел УБР-365П со снарядом БР-365П (Подкалиберный бронебойный снаряд трассирующий «Катушечного» типа). 2. Выстрел УБР-365 со снарядом БР-365 (Тупоголовый с баллистическим наконечником с локализаторами трассирующий). 3. Выстрел УБР-365К со снарядом БР-365К (Остроголовый с локализаторами трассирующий). 4. Выстрел УО-365К со снарядом О-365К (Стальная осколочная цельнокорпусная граната со взрывателем КТМ).

| Таблица бронепробиваемости для С-53 |     |     |          |          |        |        |
| Снаряд \ Расстояние, м | 100 | 300 | 500      | 1000     | 1500   | 2000   |
| БР-365 |     |     |          |          |        |        |
| (угол встречи 90°) | 119 | 115 | 111; 105 | 102; 100 | 93; 92 | 85     |
| (угол встречи 60°) | 97  | 93  | 91; 90   | 83; 85   | 76; 78 | 69; 72 |
| БР-365К |     |     |          |          |        |        |
| (угол встречи 90°) | 126 | 118 | 110; 108 | 95; 102  | 75; 90 | 65; 82 |
| (угол встречи 60°) | 103 | 96  | 90       | 75; 78   | 65; 72 | 50; 66 |
| БР-365П |     |     |          |          |        |        |
| (угол встречи 90°) | 167 | 152 | 140      | 110      | 85     | —      |
| (угол встречи 60°) | 124 | 114 | 100      | 80       | 60     | —      |
| Следует помнить, что в разное время и в разных странах использовались различные методики определения бронепробиваемости. Как следствие, прямое сравнение с аналогичными данными других орудий часто оказывается невозможным. |     |     |          |          |        |        |

| Боеприпасы пушки С-53      |                                                                                  |               |                    |                   |             |                  |                       |                                                |                            |
| Марка выстрела             | Тип снаряда                                                                      | Марка снаряда | Масса выстрела, кг | Масса снаряда, кг | Масса ВВ, г | Марка взрывателя | Дульная скорость, м/с | Дальность прямого выстрела по цели высотой 2 м | Год принятия на вооружение |
| Бронебойные снаряды        |                                                                                  |               |                    |                   |             |                  |                       |                                                |                            |
| УБР-365                    | бронебойный тупоголовый с баллистическим наконечником, трассирующий              | БР-365        | 16,00              | 9,20              |             | МД-5 или МД-7    | 792                   | 950                                            |                            |
| УБР-365К                   | бронебойный остроголовый, трассирующий                                           | БР-365К       | 16,20              | 9,34              |             | МД-8             | 792                   | 900                                            |                            |
| УБР-367                    | бронебойный остроголовый с защитным и баллистическим наконечниками, трассирующий | БР-367        |                    |                   |             | ДБР-2            |                       |                                                | послевоенный период        |
| УБР-365П                   | бронебойный подкалиберный катушечного типа, трассирующий                         | БР-365П       | 11,42              | 4,99              | —           | —                | 1050                  | 1100                                           | 1944                       |
| УБ-367П                    | бронебойный подкалиберный обтекаемой формы, трассирующий                         | БР-367П       | 11,72              | 5,35              | —           | —                | 1024                  | 1140                                           | послевоенный период        |
| Осколочно-фугасные снаряды |                                                                                  |               |                    |                   |             |                  |                       |                                                |                            |
| УО-365К                    | стальная цельнокорпусная зенитная осколочная граната                             | О-365         | 16,30              | 9,54              | 660         | КТМ-1 или КТМЗ-1 | 792                   |                                                |                            |
| УО-365К                    | стальная осколочная граната с переходной головкой                                | О-365К        | 16,30              | 9,54              | 741         | КТМ-1 или КТМЗ-1 | 792                   |                                                |                            |
| УО-367                     | стальная цельнокорпусная осколочная граната, с уменьшенным зарядом               | ОФ-367        |                    | 9,54              | 741         | КТМ-1 или КТМЗ-1 | 785                   |                                                |                            |
| Практические снаряды       |                                                                                  |               |                    |                   |             |                  |                       |                                                |                            |
| УПБР-367                   | практический сплошной, трассирующий                                              | ПБР-367       |                    |                   | —           | —                |                       |                                                |                            |

Эти выстрелы являются для данной пушки основными. В случае отсутствия указанных выстрелов можно использовать выстрел с осколочной гранатой О-365 со взрывателем Т-5, которую следует применять только для дистанционной стрельбы (стрельба на разрывах в воздухе), так как дистанционный взрыватель Т-5 ударного действия не имеет и при ударе о любую преграду не действует.

## Основные данные пушки ЗИС-С53
| Калибр                                | 85 мм        |
| Наибольшее давление пороховых газов   | 2585 кг/см²  |
| Полная длина ствола                   | 4645 мм      |
| Длина нарезной части ствола           | 3495 мм      |
| Число нарезов                         | 24           |
| Крутизна нарезов (постоянная)         | 25 калибров  |
| Нормальная длина отката               | 280 - 320 мм |
| Начальное давление в накатнике        | 34 - 37 атм  |
| Количество жидкости в накатнике       | 3,15 л       |
| Количество жидкости в тормозе отката  | 3,25 л       |
| Вес качающейся части (без бронировки) | 1150 кг      |
| Вес откатных частей                   | 900 кг       |

## Изображения

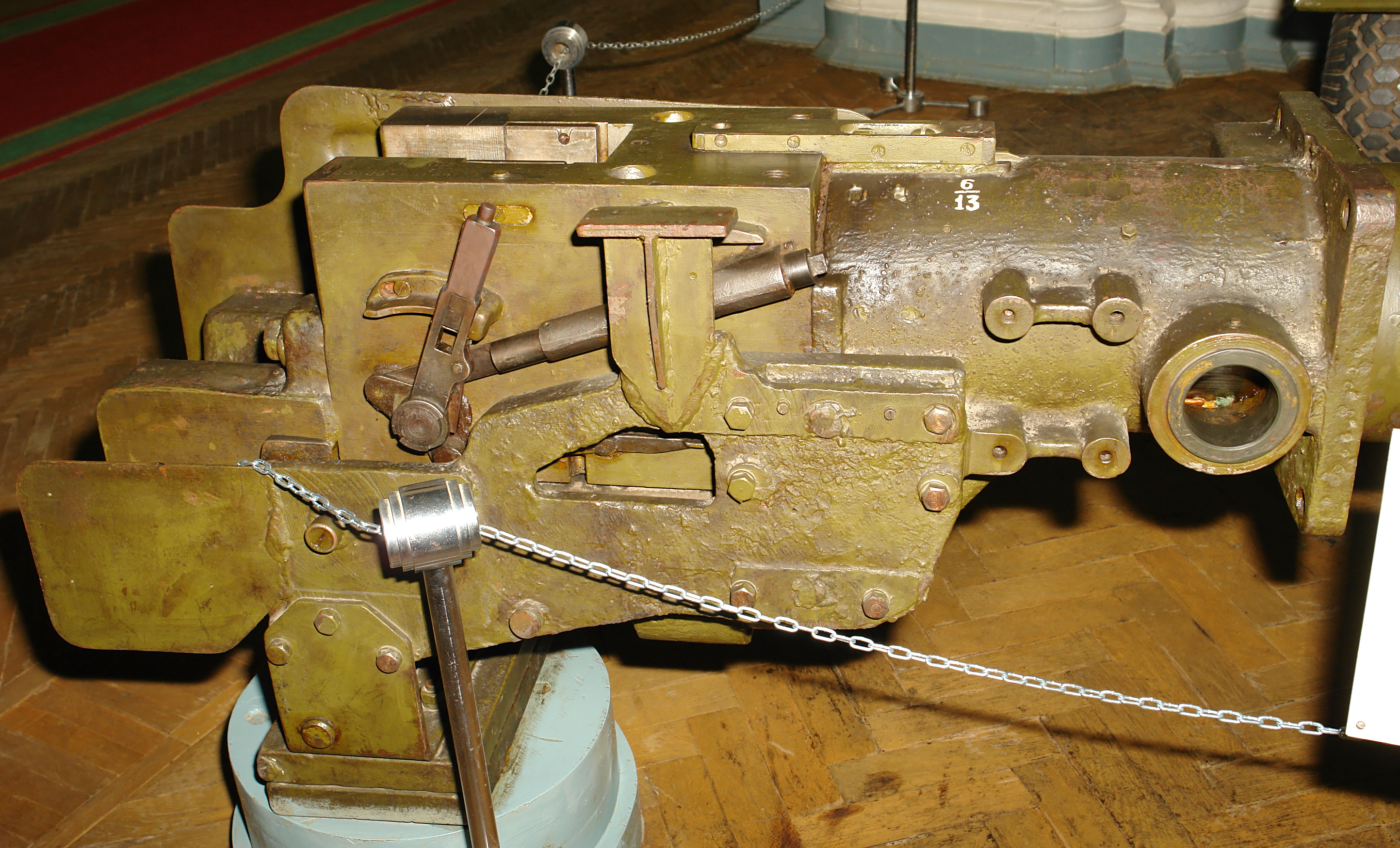
Казённик пушки
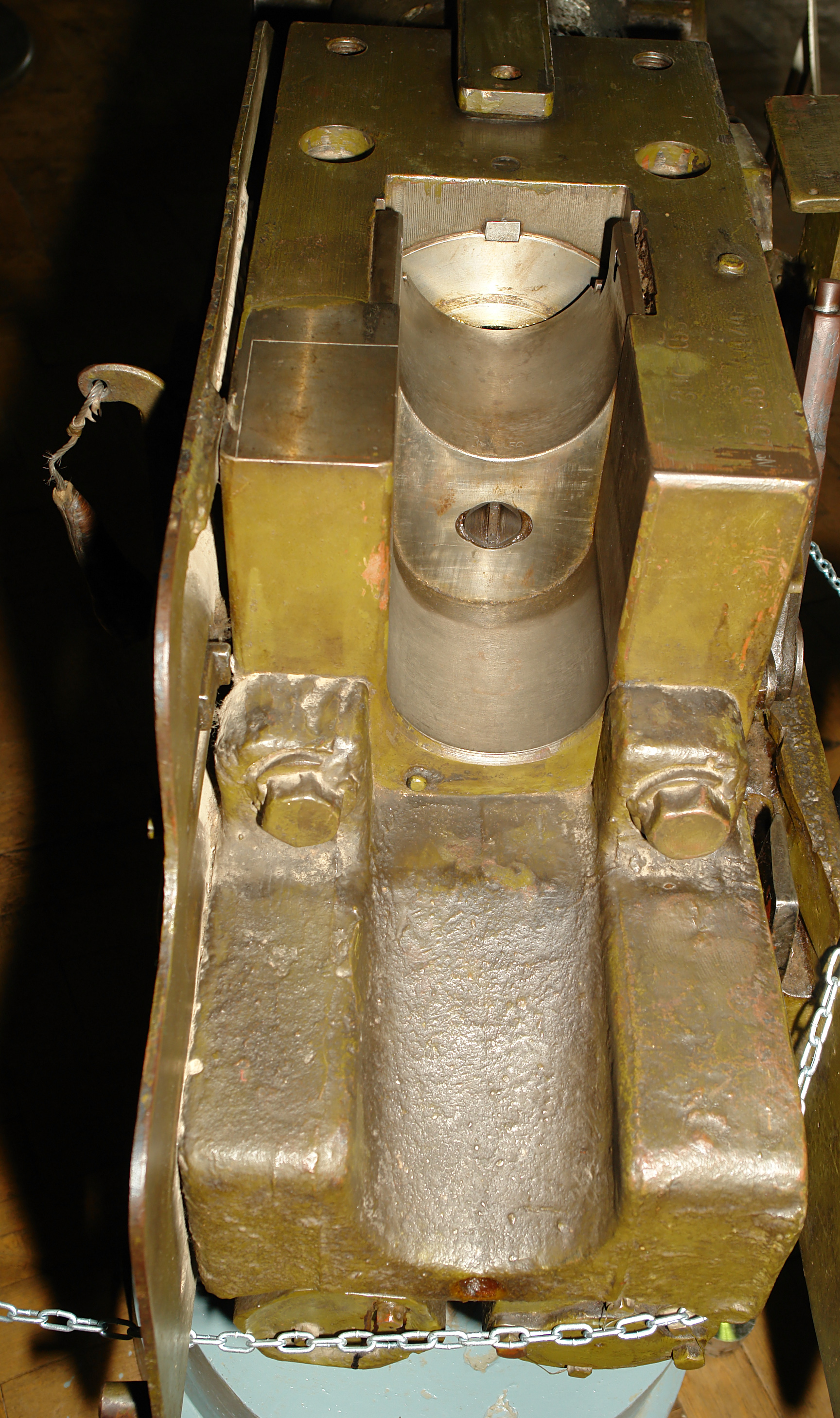
Клиновой затвор